# 山梨県立甲府城西高等学校
山梨県立甲府城西高等学校（やまなしけんりつ こうふじょうさいこうとうがっこう）は、山梨県甲府市に所在する公立の高等学校。

## 設置学科
- 総合学科
  - 自然科学系列
  - 人文社会系列
  - メカトロニクス系列
  - エレクトロニクス系列
  - ビジネス会計系列
  - 情報管理系列
  - 福祉生活科学系列
  - スポーツ健康系列

## 部活動
- 運動部
  - 硬式野球部
  - サッカー部
  - 硬式テニス部
  - ソフトテニス部
  - バスケットボール部
  - 女子バレーボール部
  - バドミントン部
  - 卓球部
  - ライフル射撃部
  - ハンドボール部
  - 弓道部
  - 剣道部
  - 柔道・レスリング部
  - アーチェリー部
- 文化部
  - 合唱部
  - 美術部
  - 文芸部
  - 茶道部
  - 吹奏楽部
  - 演劇部
  - 写真部
  - 語学部
  - インターアクト部
  - (軽音楽同好会)

## 沿革
- 1996年3月14日 - 山梨県立第一商業高等学校と山梨県立機山工業高等学校を統合し、総合学科高等学校の設置を決定。
- 1997年4月8日 - 山梨県立甲府城西高等学校として開校。

## 教育目標
- 自主性・創造性を養い、豊かな個性を伸ばす。
- 心身ともに健康で、たくましく生きる力を養う。
- 社会の変化に対応できる、国際的な視野と教養の育成に努める。

## 交通
- JR甲府駅南口4番乗り場より山梨交通バス20・57・76・90・98系統長塚経由敷島営業所行き、25系統双葉ニュータウン行き、83系統長塚行きのいずれかに乗車、「甲府城西高校」バス停下車